# Зэра Яыкоб (философ)
Зэра Яыкоб (Зара-Якоб, Зера Якуб, геэз ዘርዐ ያዕቆብ, /ˈzɛrə ˈjækoʊb/; 28 августа 1599/1600—1692/1693) — абиссинский (эфиопский) философ

, считающийся основоположником религиозно-философского свободомыслия на Африканском Роге. Наиболее известен своим автобиографически-мировоззренческим трактатом «Хатата» («Исследование»), в котором рассматриваются темы разума, морали и религиозной терпимости. Вынужденный отправиться в изгнание, он написал это произвдение, живя в пещере и размышляя о вопросах веры, этики и природы истины.
Зара Якоб получил образование в традициях эфиопской православной христианской церкви, но разработал особый философский подход, который подчёркивал важность рационального и свободного мышления, а не религиозных догм. Продолжателем его идей выступил его ученик Вальда Хэйват. Зэра Яыкоб также был современником Валатты Петрос, житие которой было написано в 1672 году.
На протяжении столетий в Эфиопии писались тексты на языке геэз. Около 1510 года Абба Микаэль перевел и адаптировал арабскую «Книгу мудрых философов» — сборник высказываний ранних греческих досократиков, Платона и Аристотеля через неоплатонические диалоги, на которые также оказали влияние арабская философия и местные эфиопские дискуссии. «Исследование» Зэры Яыкоба идёт дальше этих текстов, поскольку утверждает, что следует следовать своим естественным рассуждениям, а не верить тому, что говорят другие. Его работы сравнивают с современными ему «Рассуждениями о методе» Рене Декарта (1637).

## Биография

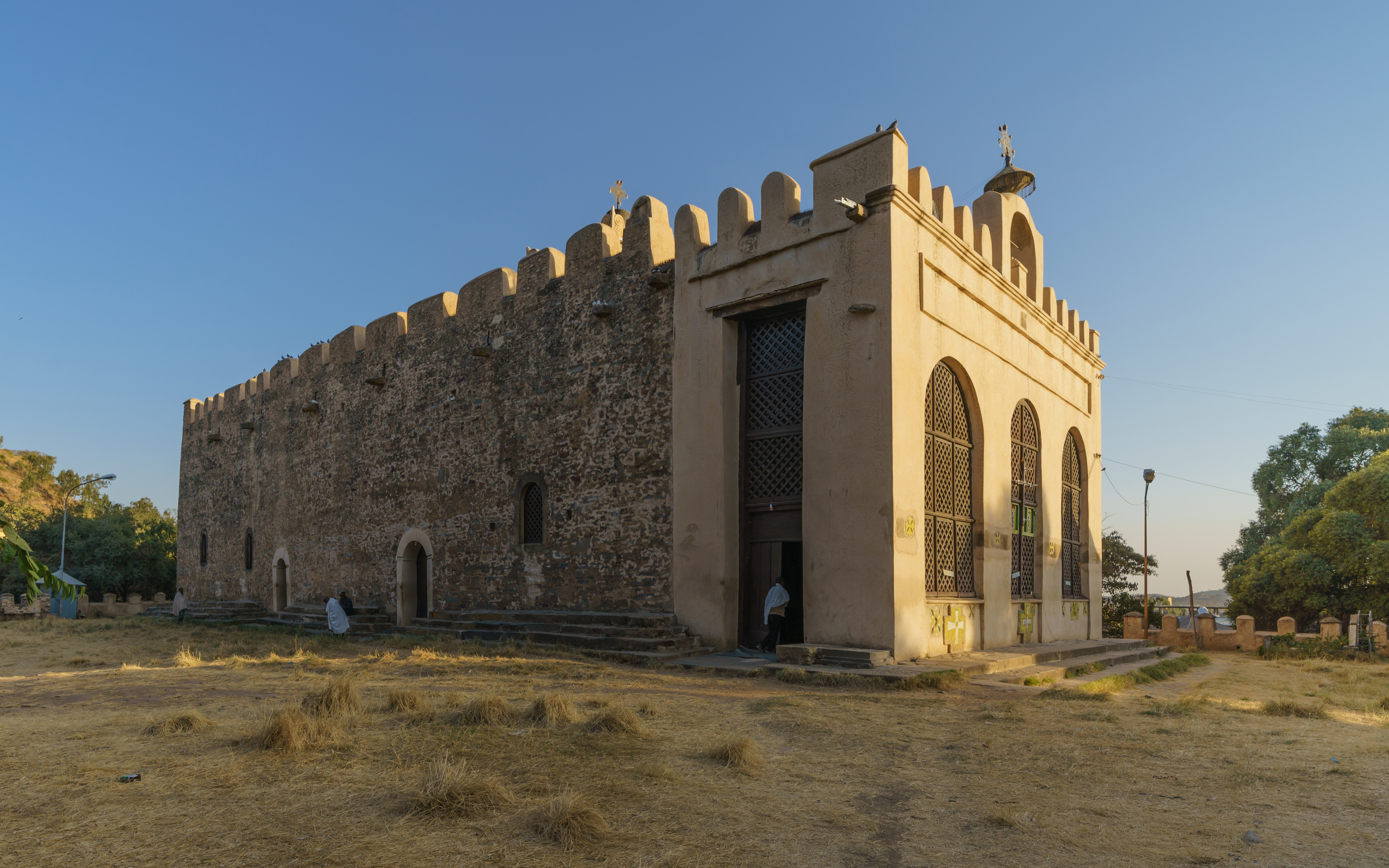
Церковь Богоматери Марии Сионской, XVII век

Родился в сельской семье бедного ремесленника недалеко от Аксума на севере Эфиопии, бывшей столицы древнего Аксумского царства. Его повседневным именем было Варке, полученное же при крещении имя Зэра Яыкоб означает «Семя Иакова» («семя» на геэз — «Зар»), а род возводится к аксумскому духовенству. Хотя его отец был беден, он стремился дать сыну образование. Увидев, что при обучении у мамхера (духовного наставника) он показал себя способным учеником, отец поддерживал посещение сыном традиционных школ, где тот познакомился с Псалмами Давида и получил обычное образование абиссинского начётчика в соответствии с эфиопской православной верой.
Сперва мальчика отдали в школу церковного пения Зема бет, но у него не обнаружилось вокальных или музыкальных данных, и последующее десятилетие он изучал стихосложение, грамматику и собственно Свяшенное Писание. Поднявшись к высшей ступени традиционной богословской учёности, он стал дэбтэра (категория мирян, получивших духовное образование) и сам начал учительствовать.
Однако любознательность заставила его послушать и португальских миссионеров, временно подчинивших страну папскому авторитету при императоре Сусныйосе I (правил в 1607—1632), который обратился в римско-католическую веру и приказал своим подданным следовать его примеру. Наблюдение за жесткоким столкновением миросозерцаний монофизитов и католиков, за непримиримостью этих двух христианских вероисповеданий друг к другу нарушило духовное равновесие Зара-Якоба: сделавшись законоучителем, он не мог примкнуть ни к одной из партий, чем навлёк на себя подозрение со стороны обеих.
Отказавшись принять католическую веру, Яыкоб был оклеветан перед Сусныйосом и осуждён им по обвинению в призывах к восстанию и изгнанию «франков» (португальских иезуитов). Ему пришлось бежать из Аксума в изгнание, прихватив с собой немного золота и Книгу Псалмов. Скрываясь от императорских властей и скитаясь по стране, по дороге в Шоа на юге он нашёл пещеру у подножия реки Тэкэзе: «Всякий раз, когда я выходил и отправлялся на рынок или в какую либо из областей Амхары, я казался амхарским жителям монахом-отшельником, просящим милостыни, и они давали мне есть, но не узнавали, куда я возвращался. Оставшись один в своей пещере, я подумал, что нахожусь в царствии небесном, ибо возненавидел жизнь с людьми, зная их безчисленные пороки. И приспособил я свою пещеру, устроив загородку из камней и терновника для защиты от зверей, чтобы они ночью не съели меня, и сделав выход, чтобы убежать, если придут люди, которые меня разыскивали. Здесь жил я спокойно и молился от всего сердца моего по псалтири Давида, и надеялся, что Господь услышит меня».
Так он прожил отшельником два года, молясь и составляя своё новое цельное религиозное миросозерцание, которое последующие авторы, включая российского востоковеда Бориса Тураева, сравнивали с учением современных ему английских деистов. Зара Якоб писал о своем опыте: «Больше размышлял я, пока находился во рву один, чем размышлял, когда был с мамхерами [уважаемыми учёными]. То, что я здесь написал – слишком ничтожно, а когда я сидел в пещере моей, я думал о многом, подобном этому».
После смерти императора власть захватил сын Сусныйоса Фасиледэс (правил в 1632—1667), ярый приверженец Эфиопской древневосточной православной церкви, который изгнал иезуитов и искоренил католическую веру в своих влдаениях к 1633 году. По наступлении более спокойного для себя времени Яыкоб смог покинуть свою пещеру и поселиться в Эмфразе (Энфразе). Он нашёл покровителя, богатого торговца по имени Хабта Эгзиаб(х)ер, нанялся к нему наставником его детей и женился на служанке из этой семьи — рабыне Хирут, которой хозяин предоставил свободу. 
Отвергнув все предложения снова вернуться в Аксум к прежней деятельности, он отказался дальше жить как монах и заявил, что «закон христиан, который проповедует превосходство монашеской жизни над браком, ложен и не может исходить от Бога, ибо разрушает законы Творца». Одновременно он также отвергал многожёнство, поскольку «закон творения предписывает одному мужчине жениться на одной женщине» (он вообще критиковал Моисеев закон за мизогинию и «противоестественность»).
Зэра Яыкоб стал учителем двух сыновей Хабту, и по просьбе сына своего покровителя Вальда-Хейвата (Вольдэ Хэйвата) Якоб написал свой знаменитый трактат 1668 года, исследующий свет разума. О дальнейшей жизни Якоба известно немного. Однако считается, что он прожил полноценную семейную жизнь в Эмфразе, оставаясь там в течение следующих 25 лет до самой смерти в 1693 году. Год смерти Якоба был указан Вальда Хэйватом в аннотации к его «Трактату».

## Философские идеи
Якоб наиболее известен своей этической философией, основанной на принципе гармонии. Он предположил, что нравственность поступка определяется тем, способствует ли он общей гармонии в мире или ухудшает её. Начав с сомнения во всем, он путём космологического доказательства пришел к познанию Единого Бога, Промыслителя, Вседержителя и Творца всего сущего, наделившего человека бессмертной душой и разумом. При этом, хотя и верил в божество, но сомневался в любых конкретных церковных вероучениях и религиях откровения, которые считал выдумкой жрецов и измышлениями человеческими. Соответственно он отвергал всю внешнюю, обрядовую сторону всех религий, равно как и истории о чудесах.
Вместо того чтобы черпать убеждения из какой-либо организованной религии, Якоб искал истину, наблюдая за природным миром. По его убеждению, Бог создал людей как разумных существ, чтобы те «искали его и поняли его мудрость на пути, который он открыл». Якоб объяснил, что исследующий с чистым разумом, «установленным творцом в сердце каждого человека, и изучающий порядок и законы творения, откроет истину». Выходит, Бог открывается человеку в его разуме, посему голос разума непогрешим. Исходя из этого, Зэра-Яыкоб отвергал аскетизм, пост, почитание религиозных праздников (и особенно ненавистные ему монашество и безбрачие), но доказывал бессмертие души и потребность благочестивого человека в непрестанной молитве и прославлении Бога-Творца. Вальда Хэйват затем конкретизировал эту доктрину, дополнив её множеством подкрепляющих примеров и притч.
В «Исследованиях» Якоб применил идею первопричины для доказательства существования Бога, таким образом, предложив космологический аргумент в главе 3: «И если бы я сказал: „отец мой и мать моя создали меня“, то найдутся создатели родителей моих и родителей их, пока не дойдут до первых, которые не рождены, подобно нам, но пришли в этот мир другим путем, не будучи порождёнными». Однако познаваемость Бога не зависит от человеческого интеллекта, но «душа наша имеет силу размышлять о Боге и видит Его в помышлении, и может мыслить о вечном пребывании. И Бог не напрасно дал ей мыслить, но, дав мыслить, дал и достигать Его». Зэра Яыкоб также обосновывал потребность существования загробной жизни, поскольку «в этом мире не исполнится совершенная правда, и люди злые насытятся от благ миpa сего, а кроткие будуть алкать. Есть злые, которые радуются, и добрые, которые печальны, есть беззаконники, предающиеся роскоши, и праведники плачущие. Посему необходимо после нашей смерти быть другому порядку и другой совершенной правде, которая воздаст каждому по делом его и наградит тех, которые исполнили волю Создателя, открывшегося им во свете разума их и тех, которые сохранили закон природы создания своего».
Он также выступал против всякой дискриминации, опередив на десятилетия своего младшего современника Джона Локка — главу 6 он начинает словами: «Есть и другой великий вопрос. Bсе люди равны у Бога, и все разумные — Его творение. Он же не создал один народ для жизни, а другой — для смерти, один — для милости, а другой — для осуждения. И разум наш учит нас, что такой несправедливости нет у Бога Праведного во всех делах своих». В главе 5 «Исследования» он критикует рабство (в то время широко распространённое в Эфиопии), говоря: «То, что Евангелие говорит по этому поводу, не может исходить от Бога. Точно так же и магометане говорили, что прилично продавать и покупать людей, как скотов. А разум наш познает, что этот закон ислама не может исходить от Творца людей, который создал нас равными, как братья, благодаря чему мы и говорим Творцу нашему „Отче наш“!».
Учения своего, впрочем, Зара Якоб не распространял и самостоятельной секты не образовал, а по жизни представлялся христианином, будучи и в этом отношении подобен европейским деистам. В свою философскую систему он посвятил только одного человека — Вальда Хэйвата, ставшего его верным последователем. Для прочих он изложил свою автобиографию и исповедь в рукописи, трактаты Зэра-Яыкоба и Вальда-Хэйвата сохранились в единственной копии, датируемой началом XIX века. Католический миссионер и учёный Джусто да Урбино, работавший в Абиссинии с 1846 по 1855 год, утверждал, что приобрёл рукописи у солдата и собственноручно скопировал заинтересовавший его труд. Затем копии попали в руки эфиописта Антуана Томсона д’Аббади, описавшего их в составленном им каталоге, a потом, вместе с его коллекцией, — в Парижскую национальную библиотеку в 1902 году.

## Спор об авторстве
Авторство «Исследования» Зэра Яыкоба было оспорено итальянским востоковедом Карло Конти Россини, который утверждал, что она могла быть подделана отцом Дж. да Урбино. В 1916 и 1920 годах Конти Россини обнародовал свидетельства эфиопского католического священника по имени Такла Хайманот, предположившего, что «франкмасонские по духу» труды Варке (Зара Якоба) сам же Урбино и сочинил. Аргументы являются внешними и основаны на недавнем возрасте рукописей, познаниях Урбино в эфиопском языке и культуре, а также об исламе. Хотя сам Конти Россини воздерживался от категорических выводов, ряд исследователей сочли это заявление достаточным для признания недостоверности рукописи. В статье «Итальянские ученые и война в Эфиопии» (2015) профессор Роберто Майокки отмечает, что Россини был одним из важнейших интеллектуалов, опрадывавших вторжение Италии в Эфиопию в 1935 году подобными аргументами о её «отсталости и неспособности к эволюции».
В 1934 году иудейский теолог и специалист по эфиопским языкам Ойген Миттвох, на тот момент ещё продоолжавший работать в нацистской Германии, выдвинул лингвистические аргументы в пользу версии об «Исследовании» как фальшивке (прежде всего, что некоторые их положения текстуально восходят к сочинению миссионера Франсуа Бургада «Карфагенские вечера, или Диалоги между католическим священником, муфтием и кади», которое Урбино как раз и перевёл на геэз), что убедило многих колеблющихся историков вроде Игнатия Крачковского, и научный интерес к предполагаемому произведению XVII века пошел на убыль.
Однако в 1960-х годах эфиопские специалисты Амсалу Аклилу и Ато Алемайеху Могес привели доводы в пользу подлинности сочинения, основываясь на его нерелигиозном содержании, структуре предложений и особенностях используемого языка. Проанализировав встречающиеся у Зэра Яыкоба и его ученика библейские цитаты, а также общий лингвистический строй записей, они стали настаивать, что итальянский католический миссионер не мог в такой степени владеть языком геэз (особенно в стихотворной форме) и демонстрировать знания эфиопского книжника. Кроме того, они отыскали цитаты с примерами религиозного свободомыслия и у других поэтов-дэбтэра. Попутно выяснилось, что и Миттвох преувеличивал схожесть отдельных пассажей эфиопских рукописей с «Карфагенскими вечерами» — в конце концов, схожие оценки ислама в обоих памятниках могут объясняться не заимствованием, а воспроизведением общехристианских стереотипов.
В 1976 году канадский специалист по эфиопской философии Клод Самнер выступил в поддержку подлинности «Исследования», предоставив с помощью методов математической лингвистики (как-то частотный анализ) статистические данные, показывающие стилистические и грамматические отличия как между трактатами за авторством Зэра Яыкоба и Вальда Хэйвата, так между этими произведениями, в том числе в различных библейских цитатах, и письмом Урбино, включая его переводы на геэз и пять недавно обнаруженных в Риме писем. Самнер также указал, что Урбино знал язык геэз хуже, чем предполагалось первоначально, и отнюдь не разделял идей «Исследования», когда представил их публике. В 2017 году он получил поддержку от эфиопско-американского филолога Гетачью Хайле (1931—2021), широко считающегося ведущим исследователем языка и литературы геэз, который ранее считал этот документ позднейшей фальсификацией. Аутентичность текста в 2023 году подтвердила и группа его переводчиков на английский.